# 倉田貞美
 倉田 貞美 （くらた さだよし、1908年12月1日 - 1994年5月5日）は、日本の教育者、中国文学者。博士（文学）。元香川大学学長。香川大学名誉教授。

## 来歴
香川県三豊郡大見村（現 三豊市三野町）出身。旧香川県立三豊中学校、第一臨時教員養成所卒業、東京高等師範学校研究科を経て、1934年、東京文理科大学文学科に入学。同大学漢文学専攻卒業。在学中は諸橋轍次に師事した。卒業論文は「中国現代詩の研究」。1937年（昭和12年）同大学卒業後、福井師範学校に赴任。間もなく盧溝橋事件が起こり、同年12月に応召。翌年1938年（昭和13年）4月に除隊。終戦まで3回応召を受けた。
1949年（昭和24年）香川大学教授に就任。学生時代からの手持ちの資料を中心に「中国現代詩の研究」を継続、中でも「醞醸期」ともいうべき清末民初詩壇の実態の究明に取り組む。1968年（昭和43年）「清末民初を中心とした中国近代詩の研究」で東京教育大学文学博士。
香川大学では、学芸学部長（1959年）、教育学部長（1969年）、香川大学学長（1970年 - 1973年）などの要職を務めた。
1980年、勲二等に叙され、旭日重光章を受賞。

## 略歴
- 1929年 - 第一臨時教員養成所卒業
- 1930年 - 東京高等師範学校研究科卒業
- 1931年 - 長崎県立諫早高等女学校教諭
- 1937年 - 東京文理科大学文学科卒業
- 1937年 - 福井師範学校教諭
- 1942年 - 香川県師範学校教諭
- 1949年 - 香川大学教授
- 1950年 - 香川大学教務部長（兼任）
- 1959年 - 香川大学学芸部長（併任）
- 1969年 - 香川大学教育学部長（併任）
- 1970年 - 香川大学学長
- 1973年 - 香川大学名誉教授

## 栄典
- 1980年 - 勲二等旭日重光章

## 著書
- 『清未民初を中心とした中国近代詩の研究』（大修館書店）（1969年）
- 『疚心集』（朝日出版）（1984年）